# Communauté de communes de Treffort-en-Revermont
La communauté de communes de Treffort en Revermont est une ancienne communauté de communes située dans l'Ain et regroupant douze communes. Ces dernières appartiennent depuis le 1er janvier 2017 à la communauté d'agglomération du Bassin de Bourg-en-Bresse.

## Historique
- 8 novembre 1994 : Création
- 4 septembre 1997 : Prend en charge la participation des communes membres aux investissements de l'enseignement public secondaire, du 1er cycle des collèges et annexes sportives
- 18 décembre 1997 : Nouvelle rédaction équipements sportifs, d'enseignement, sociaux et culturels
- 24 septembre 1998 : Rajout action d'initiation musicale en milieu scolaire et associatif
- 8 novembre 2000 : Chef de poste trésorerie Bourg Banlieue
- 26 décembre 2000 : Le bureau est composé de six délégués communautaires, à savoir le président, un ou plusieurs vice-présidents et d'autres membres
- 26 décembre 2000 : Extension des compétences voir statuts
- 27 mars 2003 : Transfert de compétences et modification règles de fonctionnement
- 12 mars 2004 : Construction d'un centre médico-social
- 11 février 2005 : Transfert de la compétence assainissement non collectif
- 20 septembre 2005 : Modification et extension des compétences de la communauté de communes
- 1er janvier 2017 : Fusion avec la Communauté d'agglomération de Bourg-en-Bresse et cinq autres communautés de communes pour donner naissance à la communauté d'agglomération du Bassin de Bourg-en-Bresse[2]

## Composition
Elle était composée des communes suivantes :
| Nom                   | Code Insee | Gentilé                  | Superficie (km2) | Population (dernière pop. légale) | Densité (hab./km2) |
| --------------------- | ---------- | ------------------------ | ---------------- | --------------------------------- | ------------------ |
| Val-Revermont (siège) | 01426      |                          | 45,42            | 2 549 (2014)                      | 56                 |
| Chavannes-sur-Suran   | 01095      | Chavannais               | 21,50            | 656 (2015)                        | 31                 |
| Corveissiat           | 01125      | Curtivessiens            | 22,69            | 619 (2014)                        | 27                 |
| Courmangoux           | 01127      | Curtimengiens            | 14,82            | 508 (2014)                        | 34                 |
| Drom                  | 01150      | Dromniers                | 7,78             | 222 (2014)                        | 29                 |
| Germagnat             | 01172      | Germagnatis ou Germanois | 9,48             | 144 (2015)                        | 15                 |
| Grand-Corent          | 01177      | Corentins                | 7,13             | 177 (2014)                        | 25                 |
| Meillonnas            | 01241      | Meillonnassiens          | 17,74            | 1 310 (2014)                      | 74                 |
| Pouillat              | 01309      | Pouillatis               | 6,23             | 93 (2014)                         | 15                 |
| Saint-Étienne-du-Bois | 01350      | Stéphanois               | 28,38            | 2 574 (2014)                      | 91                 |
| Simandre-sur-Suran    | 01408      | Simandrins               | 16,30            | 694 (2014)                        | 43                 |

## Compétences
- Assainissement non collectif
- Collecte des déchets des ménages et déchets assimilés
- Traitement des déchets des ménages et déchets assimilés
- Protection et mise en valeur de l'environnement
- Activités sanitaires
- Action sociale
- Dispositifs locaux de prévention de la délinquance
- Création, aménagement, entretien et gestion de zone d'activités industrielle, commerciale, tertiaire, artisanale ou touristique
- Action de développement économique (Soutien des activités industrielles, commerciales ou de l'emploi, Soutien des activités agricoles et forestières...)
- Tourisme
- Activités péri-scolaires
- Activités culturelles ou socioculturelles
- Schéma de cohérence territoriale (SCOT)
- Schéma de secteur
- Création et réalisation de zone d'aménagement concertée (ZAC)
- Constitution de réserves foncières
- Aménagement rural
- Création, aménagement, entretien de la voirie
- Programme local de l'habitat
- Opération programmée d'amélioration de l'habitat (OPAH)
- Autres

## Identité visuelle

Ancien[Quand ?] logo de la communauté de communes.
Logo actuel.

## Pour approfondir